# Adrian Veștea
Adrian Ioan Veștea (n. 14 decembrie 1973, Râșnov, România) este un politician român. A fost primar al orașului Râșnov, președinte al Consiliului Județean Brașov și ministru al Dezvoltării, Lucrărilor Publice și Administrației.